# Backemoor
Backemoor is een dorp in de gemeente Rhauderfehn in de Duitse deelstaat Nedersaksen. Het dorp, voor het eerst genoemd in 1409, ligt op de hoger gelegen geestgronden in het midden van Oost-Friesland. In het dorp staat een romaanse kerk uit de eerste helft van de dertiende eeuw.
- Nationale Bibliotheek van Israël: 987007555451605171
- Virtual International Authority File: 127909524